# Bronisław Kazimierz Przybylski
Bronisław Kazimierz Przybylski (* 11. Dezember 1941 in Łódź; † 4. April 2011 in Łódź) war ein polnischer Komponist und Musikpädagoge.
Przybylski studierte an der Staatlichen Musikhochschule Łódź Musiktheorie bei Franciszek Wesołowski (Diplom 1964) und Komposition bei Tomasz Kiesewetter (Diplom 1969).  Er setzte sein Kompositionsstudium bei Bolesław Szabelski in Kattowitz und bei Roman Haubenstock-Ramati an der Hochschule für Musik und darstellende Kunst Wien (1975–76) fort. Seit 1963 unterrichtete er an der Staatlichen Musikhochschule Łódź, wo er u. a. Vizerektor für akademische Angelegenheiten (1978–81) und Dekan der Fakultät für Komposition, Musiktheorie und Rhythmik (1987–90) war, 1991 den Lehrstuhl für Komposition und 1992 eine ordentliche Professur erhielt und 1982 die Akademie Musica Moderna gründete.
Seine Werke wurden bei zahlreichen Festivals für neue Musik aufgeführt und mit Preisen ausgezeichnet. Er erhielt u. a. Preise des polnischen Kultusministeriums (1974, 1980, 1981), die Ehrennadel der Stadt Łódź, das Silberne und Goldene Verdienstkreuz der Republik Polen und das Komturkreuz des Orden Polonia Restituta.

## Werke
- Kwintet na instrumenty dęte (1967)
- Opowieść o życiu i śmierci Karola Waltera-Świerczewskiego, Kantate für Tenor, Bass, Sprecher, Chor und Orchester (1969)
- Quattro studi für Orchester (1970)
- Suita tańców polskich für Orchester (1971)
- In honorem Nicolai Copernici für Orchester (1972)
- Concerto polacco für Harmonium und Orchester (1973)
- Cztery nokturny kurpiowskie für Harfe oder Gitarre und Streichorchester (1973)
- Scherzi musicali für Streichorchester (1973)
- Memento für Orchester (1973)
- Północ, Monodram für Sprecher und Kammerensemble (1973)
- Głosy für drei Sprecher und Kammerensemble (1974)
- Guernica – Pablo Picasso in memoriam für Orchester (1974)
- La follia Old-fashioned variations and fugue on a Spanish-Portuguese folk melody from the 14th century für Akkordeon (1974)
- Sinfonia polacca für Orchester (1974)
- Radogoszcz, Trauermusik für Kammerorchester (1975)
- Requiem. In Memory of the Children – Martyrs of the War für Sopran, zwei Sprecher, Knabenchor und Orchester (1976)
- Sinfonia da requiem für Orchester (1976)
- The Four Seasons, 12 einfache Stücke für Akkordeon (1976)
- Arnold Schönberg in memoriam für Streichquartett (1977)
- Królewski turniej für Bläserquintett (1977)
- Asteroeides I-V für Akkordeonquintett (1978)
- Jagdsagen für Sprecher und Bläserquintett (1978)
- Animato e festivo für Orchester (1978)
- Mazowsze, Poem für Sprecher, vier beliebige Melodieinstrumente und Perkussion (1979)
- Miasto nadziei, Kantate für Bass, gemischten Chor und zwei Sinfonieorchester (1979)
- Quasi una sonata (fünf Instrumentationsversionen) (1980)
- Cottbuser Ouvertüre für Orchester (1980)
- A Varsovie für Orchester (1980)
- Sinfonia corale für Orchester (1981)
- In memoriam, vier Stücke für Stimme und Kammerensemble (1982)
- Portret damy für Stimme und Kammerensemble (1982)
- Program ‘S’. Hommage á Karol Szymanowski für Klavier und Streicher (1982)
- Sinfonia affresco für Orchester (1982)
- Baśnie für Stimme und Kammerensemble (1982)
- Folklore, Suite für Streichorchester (1983)
- Concerto per clavicembalo e archi (1983)
- Sinfonia-Anniversario für Orchester (1983–95)
- Return, quasi-sinfonisches Poem für Orchester (1984)
- Midnight Echoes Music für Streichorchester (1985)
- Metamorphosen für Akkordeon und Streichquartett (1985)
- Miriam. Mistero di morte, Ballettmusik für Orchester (1985)
- Dziwne przygody pana Zająca, musikalische Geschichte für Kammerensemble (1985)
- Concerto classico für Akkordeon und Sinfonie- oder Streichorchester (1986)
- Folklore II, Suite für Gitarre und Cembalo (1986)
- Musica concertante für Orgel und Perkussion (1986)
- Bimodal Piece für zwei Akkorderonquintetts (1986)
- Modal Piece I für Akkordeonquintett (1986)
- Modal Piece II für Akkordeonquintett (1986)
- Trio na skrzypce, wiolonczelę i akordeon (1986)
- Smok wawelski, Ballett-Pantomime (1987)
- Double Play für zwei Akkordeons (1987)
- A. B. Sonata für Akkordeon (1988)
- Night Music für Flöte, Gitarre und Akkordeon (1988)
- Spring Sonata für Akkordeon (1989)
- Niech żyje słoń, musikalische Geschichte für Stimme und Kammerensemble (1989)
- Scherzi (vier Instrumtationsvarianten für Geige bzw. Flöte und Kammerensemble/Kammerorchester/Klavier) (1990)
- Lacrimosa 2000 für Streichorchester (1991)
- Concerto della morte e della vita für Oboe oder Saxophon, zwei Gitarren oder Cembalo/Spinett/Marimba/Harmonium und Cello (1991)
- Scherzo-Trio (drei Versionen für Geige, Gitarre/Cello und Akkordeon/Klavier) (1992)
- A Sleeping Bear für Akkordeon (1995)
- A Porcelain Dancer für Akkordeon (1995)
- Cadenza für Akkordeon (1996)
- Easy Pieces für zwei Celli (1996)
- Twenty Four Capriccios für Akkordeon (1996)
- Twenty Four Little Studies für Akkordeon (1996)
- Słuchając szumu fal für gemischten Chor (1996)
- Modus für Klarinette und Akkordeon (1997)
- Inscription au pére-lachaise für Klavier (1998)
- Metal-construction für Perkussionsensemble (1998)
- Flashbacks für Kammerensemble (1998)
- Missa Papae Joannis Pauli Secundi für Sopran, gemischten Chor und Sinfonieorchester (1998)
- Blaue Hortensie für Bassbariton, Altsaxophon und fünf Musettes (1998)
- Atma-Multiplay für Melodieinstrument und Streichorchester (1998)
- Re-construction für Akkordeon und Orchester (1999)
- From Overseas, Ballettbilder für Kammerorchester (1999)
- Sept voeux nach Bildern von Tadeusz Makowski aus der Sammlung von Wojciech Fibak für Oboe, Fagott und Klavier (2000)
- Déjà vu quintette 2000 für Klavier oder Akkordeon/Harfe und Streichquartett (2000)
- Memory of K. N. (drei Instrumentationsversionen) (2000)
- From the Life, Triptychon für Akkordeon und Streichquartett (2000)
- Diary Piece für Klavier (2001)
- Am Spreeufer für Geige, Cello und Klavier (2001)
- Vier Stücke für Posaune und Akkordeon (2001)
- Progress für Akkordeon (2001)
- Il Tempo – Groteske, Suite für Akkordeon und zwei Perkussionisten (2001)
- Supernowa für Akkordeon (2001)
- Imaginary Dances für Klavier oder Akkordeon (2001)
- Am Morgen – Szenen aus dem Familienleben für Flöte, Geige und Akkordeon (2001)
- The Young Spinner – Musical Joke after St. M. für Streichquartett (2002)
- Rubinstein Metamorphoses für Streichquartett (2002)
- Epiphaneia für Akkordeon (2002)
- Rhythm Studies für Klavier (2002)
- Heilige Nacht, Suite für Akkordeonorchester (2002)
- La niut etoilee für Klavier (2002)
- Triptychon für Geige solo oder Tonband (2002)
- Seigle vert für Klavier (2002)
- Biblische Szenen (Sceny Biblijne) für Cello und Klavier (2003)
- Logo für Akkodeonensemble (2002)
- Sings für Gitarre und Akkordeon (2003)
- Complesso, sechs Kammerstücke für variable Instrumentierung (2003)
- Combi, sechs Kammerstücke für variable Instrumentierung (2003)
- Integrazioni, sechs Kammerstücke für variable Instrumentierung (2003)
- Reminiscences für Geige und Klavier (2003)
- Wybrzeża pełne ciszy für Sopran, Vibraphon, 3 Tamtams und Streichquartett nach Worten von Karol Wojtyła (2003)
- North-West für Konzertakkordeon und Perkussion (2003)
- Autumn Multiplay für Flöte, Oboe, Geige, Cello, Cembalo/Klavier und Konzertakkordeon (2003)
- Flashbacks (drei Instrumentationsvarianten) (2003)
- Spring Sonata für Akkordeon (2003)
- Quattro studi für Orchester (2003)
- Sinfonia-cantata ‘Myśląc Ojczyzna’ für Mezzosopran, Bass, Chor und Orchester (2004)
- Movement I für Bassklarinette und Akkordeon (2004)
- Concerto classico (drei Instrumentationsvaersionen: für zwei Klaviere/Klavier und Orchester/Klavier und Streichorchester) (2004)
- Movement II für Klarinette und Konzertakkordeon (2004)
- On the Way für Streichquartett (2004)
- A Little Concerto für Akkordeon/Klavier und Streicher (2005)
- The Very Young Spinner für Saxophonquartett (2005)
- Sequenza quasi una fantasia für Orgel (2005)
- Concerto della morte e della vita (vier Instrumentationsversionen) (2005)
- A-Na-Capri für Akkordeonquintett (2005)
- Con-Tact für Flöte, Geige und Orgel (2005)
- Scherzo-Trio (24 Instrumentationsversionen) (2005)
- The Life of Snakes (Życie węży) für vier Klarinetten (2005)
- The Life of Tigers (Życie tygrysów) für vier Hörner (2005)
- The Life of Elephants (Życie słoni) für vier Posaunen (2005)
- The Life of Monkeys (Życie małp) für vier Trompeten (2005)
- The Life of May-Bugs (Życie chrabąszczy) für vier Akkordeons (2005)
- The Life of Bumble-Bees (Życie trzmiel") für vier Fagotte (2005)
- The Life of Hornets (Życie szerszeni) für vier Celli (2005)
- The Life of Wasps (Życie os) für vier Oboen (2005)
- The Life of Bees (Życie pszczół) für vier Geigen (2005)
- The Life of Butterflies (Życie motyli) für vier Flöten (2005)
- The Life of Flies (Życie much) für vier Saxophone (2005)
- Masurian Lakes (Mazurskie jeziora) für Saxophon- oder Streichquintett (2005)
- Deja vu quintette für Klavier und vier Celli (2005)
- Children concerto für Klavier und Streichorchester (2005)
- The Sonic Con-Tact für Theremin, Streichquartett und Orgel (2006)
- The Way für Saxophonquartett (2006)
- The New Con-Tact für Theremin und Orgel (2006)
- The Second Con-Tact für Theremin und Streichquartett (2006)
- Feelings für Kammerensemble (2006)
- Astral Con-Tact für Theremin und Akkordeonquintett (2006)
- Atma-Multiplay für Oboe, Klavier und Streichorchester (2006)
- Atma-Multiplay 2 für Klavier und Streichorchester (2006)
- Atma-Multiplay 3 für Oboe und Streichorchester (2006)
- Atma-Multiplay 4 für Obie, Klavier und Streichquartett (2006)
- Atma-Multiplay 5 für Klavier und Streichquartett (2006)
- Atma-Multiplay 6 für Oboe und Streichquartett (2006)
- Atma-Multiplay 7 für Oboe und Klavier (2006)
- Atma-Multiplay 8 für Oboe und Konzertakkordeon (2006)
- Sunrise für Saxophonquartett (2006)
- Sunset für vier Kontrabässe (2006)
- Atlantic für Saxophonquartett und vier Kontrabässe (2006)
- Atlantic AC für vier Akkordeons und vier Kontrabässe (2006)
- Sunrise AC für vier Akkordeons (2006)
- Mysterium fidei für Perkussion und Streichquartett (2007)
- Postludium für Orgel (2007)
- Tańce dworskie (7 Instrumentationsversionen) (2007)
- Program ‘S’ für Klavier und Streichorchester (2007)
- Verwandlung für Saxophon und zwei Streichquartette (2007)
- Verwandlung 70 für Saxophon und zwei Akkordeonquartette (2007)
- The New Astral Con-tact für Flöte und Akkordeonquintett (2007)
- Night Birds für variable Instrumentalbesetzungen (2007)
- Musica Concertante für Orgel und Perkussion (2007)
- Concert Music für drei Akkordeons und Perkussion (2007)
- The Night Flight für Streich- oder Akkordeonorchester (2008)
- Sun Plays für variable Instrumentalbesetzungen (2008)
- Four Color of the Sky für variable Instrumentalbesetzungen (2008)
- Interval Games für variable Instrumentalbesetzungen (2008)
- Morning in the Garden für variable Instrumentalbesetzungen (2008)
- Six Autumn Songs für variable Instrumentalbesetzungen (2008)
- The Sleep of Reason für Kammerensemble (2008)
- 24 Spring Preludes für variable Instrumentalbesetzungen (2008)
- Chromatica für variable Instrumentalbesetzungen (2009)
- Chronos für variable Instrumentalbesetzungen (2009)
- Grotesques für variable Instrumentalbesetzungen (2009)
- The Short Con-tact für Klarinette, E-Gitarre und Klavier (2009)
- Południe für Instrumentalensemble (2010)
- Kwiaty pustyni für Instrumentalensemble (2010)